# Horní Nětčice
Horní Nětčice (en allemand : Ober Netschitz) est une commune du district de Přerov, dans la région d'Olomouc, en République tchèque. Sa population s'élevait à 205 habitants en 2020.

## Géographie
Horní Nětčice se trouve à 10 km au sud-sud-ouest de Hranice, à 18 km à l'est-nord-est de Přerov, à 35 km au sud-sud-est d'Olomouc et à 243 km à l'est-sud-est de Prague.
La commune est limitée par Rakov au nord et au nord-est, par Býškovice à l'est et au sud-est, par Vítonice au sud, par Žákovice au sud-ouest et par Dolní Nětčice et Paršovice à l'ouest.

## Histoire
La première mention écrite de la localité date de 1384.